# سيدي سعد
سِيدِي سَعْد قرية تقع في معتمدية نصر الله بولاية القيروان من الوسط التونسي، شمال غرب مدينة نصر الله، وهي مركز عمادة.